# بری گیفورد
بری گیفورد (انگلیسی: Barry Gifford؛ زادهٔ ۱۸ اکتبر ۱۹۴۶) نویسنده، شاعر و فیلم‌نامه‌نویس اهل ایالات متحده آمریکا است.
از فیلم‌هایی که وی در آن‌ها نقش داشته است، می‌توان به شهر ارواح اشاره نمود.